# Margaraíiika
Margaraíiika (Margaraiika) är en ort i Grekland.   Den ligger i prefekturen Nomós Zakýnthou och regionen Joniska öarna, i den sydvästra delen av landet, 250 km väster om huvudstaden Aten. Margaraíiika ligger 51 meter över havet och antalet invånare är 303. Den ligger på ön Zakynthos.
Terrängen runt Margaraíiika är platt norrut, men söderut är den kuperad. Havet är nära Margaraíiika åt sydost.Runt Margaraíiika är det tätbefolkat, med 331 invånare per kvadratkilometer. Närmaste större samhälle är Zákynthos, 3,3 km norr om Margaraíiika. 